# Virginie Hoifua Te Matagi Tafilagi
Virginie Hoifua Te Matagi Tafilagi, née en 1965 à Wallis-et-Futuna, est une poétesse française. Elle œuvre à la conservation et à la transmission de la culture wallisienne. Elle est également professeure d'anglais.

## Biographie
Virginie Tafilagi est née le 19 juillet 1965 sur l'île de Wallis. Elle y passe son enfance jusqu'à la fin du collège. Elle part vivre en Nouvelle-Calédonie puis à Bordeaux où elle étudie à l'Université Bordeaux-Montaigne. Elle vit ensuite deux ans au Royaume-Uni, avant de retourner en Océanie où elle devient enseignante : d'abord en Nouvelle-Calédonie au lycée Do Kamo (1995-1996) puis à Futuna (1996-1997) et enfin à Wallis, au collège de Lano, où elle enseigne l'anglais depuis 1998.

## Œuvre littéraire et poétique

### Carrière littéraire
Virginie Tafilagi publie d'abord des articles en français et des poèmes en wallisien dans la revue bilingue Te Fenua fo’ou.
En 2004, elle participe à l'ouvrage collectif bilingue Uvea avec des poèmes et l'essai « Discours sur l’aga’i fenua ou coutume à Uvéa ». Le livre traite de la culture et des traditions wallisiennes. Il s'agit du premier livre écrit uniquement par des habitants de l'île de Wallis.
Elle publie ensuite d'autres poèmes, dans les ouvrages collectifs Sillages d'Océanie 2009 et Outremer, Trois océans en poésie (2010), puis dans ses recueils Rivages, recueil bilingue écrit en français et traduit en wallisien, et Fragrance Archipels, recueil de poèmes en vers libres autour de la culture wallisienne (2021).

### Analyse et réception
L'œuvre de Virginie Tafilagi se diffuse au-delà du territoire de Wallis-et-Futuna : en 2011, dans le cadre du Printemps des poètes, plusieurs de ses textes en langue futunienne sont lus au public par Raphael Kaikilekofe lors de l'événement « Paroles d'Océanie » au Musée du Quai Branly. En 2021, elle est invitée au festival Rochefort-Pacifique pour y parler de son recueil de poèmes Fragrance Archipels.
D'après le chercheur Károly Pallai, sa poésie se caractérise par les motifs de l'auto-détermination[pas clair] et de l'identité uvéenne et les références à « un agrégat mythico-culturel et géographique ». Il montre également l'importance chez elle de la symbolique des végétaux, de la mer et de l'air.
Les poèmes de Virginie Tafilagi abordent également les préoccupations de la société wallisienne des années 2000 : émigration, départ des jeunes et diminution de la population, qui met en péril la pérennité de la société wallisienne, sa langue, sa culture et ses connaissances traditionnelles.

### Liste de ses œuvres

#### Poésie
- « Sur le torse… » dans Filihau Asi Talatini, Élise Huffer et Mikaele Tui, Uvea, Institut des études polynésiennes, service des affaires culturelles de Wallis-et-Futuna, université du Pacifique Sud, 2004 (ISBN 982-02-0363-5 et 978-982-02-0363-1, OCLC 61512807, lire en ligne)
- « Au centre de tout » et « Palabres » dans Claudine Jacques et Nicole Perrier, Sillages d'Océanie 2009, Nouméa, Association des écrivains de Nouvelle-Calédonie, 2009, 213 p. (ISBN 978-2-9530667-1-5 et 2-9530667-1-3, OCLC 690020922, lire en ligne)
- « Souffle debout », « Mes Yeux-paroles », « Sans ambages je parle » dans Christian Poslaniec et Bruno Doucey, Outremer, Trois océans en poésie, B. Doucey, coll. « Tissages », 2010, 288 p. (ISBN 978-2-36229-011-4 et 2-36229-011-5, OCLC 758318749, lire en ligne)
- Rivages, Les Petites allées, 2021 (ISBN 979-10-92910-74-2, OCLC 1339078267, lire en ligne)
- Fragrance Archipels, 2021

#### Essais et articles
- « Discours sur l’aga’i fenua ou coutume à Ouvéa », dans Filihau Asi Talatini, Elise Huffer, Mikaele Tui, Uvea, Institut des Études Polynésiennes, service des affaires culturelles de Wallis-et-Futuna, Université du Pacifique Sud, 2004 (ISBN 982-02-0363-5 et 978-982-02-0363-1, OCLC 61512807, lire en ligne)
- « Les devoirs et les défis de l’homme d’Ouvéa et de Futuna au XXIe siècle », Te Fenua Fo’ou, Wallis, no 309,‎ 2011, p. 10-12

## Transmission de la culture wallisienne
Attachée à la conservation et à la transmission du patrimoine de son île, Virginie Tafilagi collecte des chant et danses en wallisien. Depuis 2002, elle fait également partie du groupe de danse traditionnelle Wallis Mako. En 2005 et 2006, le groupe se produit en tournée en Pologne.
En tant qu'enseignante, elle joue un rôle d'éducation et de transmission de la culture wallisienne envers les plus jeunes. Ainsi, en 2004, elle élabore avec des élèves de 5e au collège de Lano, à Wallis, un livret de poésies bilingues. Grâce à sa maîtrise de l'anglais, elle crée des liens entre le wallisien, le français et l'anglais.
Son travail sur la culture wallisienne s'est concrétisé par la publication d'essais et articles. De plus, en 2015, elle intervient sur « La mémoire d’usages ancestraux des senteurs depuis plus de trois siècles et leurs représentations symboliques en Polynésie » lors de la conférence « Usage, symbolique et conception des odeurs » au Musée du quai Branly.